# 5007 Keay
5007 Keay este o planetă minoră (asteroid), cu un diametru de 7,308 km, din centura de asteroizi. A fost descoperită pe 20 octombrie 1990 la Observatorul Siding Spring de Robert H. McNaught. 
Obiectul prezintă o orbită caracterizată de o semiaxă mare de 2,6767228 UAi, o excentricitate de 0,19, o înclinație de 13,35657 ° în raport cu ecliptica.